# 蜂出巢
蜂出巢（学名：Centrostemma multiflorum）为萝藦科蜂出巢属下的一个种。